# José María Morelos, Tierra Blanca
José María Morelos är en ort i Mexiko.   Den ligger i kommunen Tierra Blanca och delstaten Veracruz, i den sydöstra delen av landet, 300 km öster om huvudstaden Mexico City. José María Morelos ligger 41 meter över havet och antalet invånare är 347.
Terrängen runt José María Morelos är mycket platt, och sluttar österut. Runt José María Morelos är det ganska tätbefolkat, med 75 invånare per kvadratkilometer. Omgivningarna runt José María Morelos är en mosaik av jordbruksmark och naturlig växtlighet.